# Седлиська (Луківський повіт)
Седлиська (пол. Siedliska) — село в Польщі, у гміні Войцешкув Луківського повіту Люблінського воєводства.
Населення — 543 особи (2011).
У 1975-1998 роках село належало до Седлецького воєводства.

## Демографія
Демографічна структура станом на 31 березня 2011 року:
|          | Загалом | Допрацездатний вік | Працездатний вік | Постпрацездатний вік |
| -------- | ------- | ------------------ | ---------------- | -------------------- |
| Чоловіки | 261     | 53                 | 170              | 38                   |
| Жінки    | 282     | 68                 | 144              | 70                   |
| Разом    | 543     | 121                | 314              | 108                  |